# Grüll Tibor
Grüll Tibor (Sopron, 1964. január 18.) ókor- és irodalomtörténész, egyetemi oktató, író.

## Tanulmányok
- 1983–88 ELTE Bölcsészettudományi Kar magyar–latin szak
- 1992–94 ELTE BTK könyvtár–informatika kiegészítő szak (másoddiploma)

## Végzettség
- 1988 magyar–latin szakos középiskolai tanár
- 1994 könyvtörténész–könyvmuzeológus

## Munkahelyek
- 1985–86 ELTE BTK tudományos ügyintéző
- 1988–94 Berzsenyi Dániel Gimnázium (Sopron) könyvtáros–tanár
- 1994 Széchenyi István Városi Könyvtár (Sopron) igazgatóhelyettes
- 1994–1998 Berzsenyi Dániel Tanárképző Főiskola, Történelem és Irodalom Tanszék, adjunktus
- 1998−2001 Pécsi Tudományegyetem, Ókortörténeti és Régészeti Tanszék, tudományos főmunkatárs
- 1997– Szent Pál Akadémia, Társadalomtudományi Tanszékcsoport, tanszékvezető főiskolai tanár
- 2006–2018 Pécsi Tudományegyetem, Ókortörténeti Tanszék, egyetemi docens
- 2018– Pécsi Tudományegyetem, Történettudományi Intézet, Ókortörténeti Tanszék, tanszékvezető egyetemi tanár

## Tudományos fokozatok
- 1992 József Attila Tudományegyetem, Szeged (dr. univ.)
- 1998 József Attila Tudományegyetem, Szeged (Ph. D.)
- 2004 Országos Rabbiképző – Zsidó Egyetem (habilitáció)
- 2017 Magyar Tudományos Akadémia II. Oszt. Ókortudományi Bizottsága (MTA doktora)

Bibliográfia

## Megjelent kötetei
- Patmiaka. Two studies on ancient Patmos. Budapest: Eötvös Collegium, 1989. (Eötvös-füzetek, 12.)ISBN 963-04-2749-4
- Aharoni Y , Avi-Yonah M , Rainey A F , Safrai Z.: Bibliai Atlasz: Első teljes magyar nyelvű kiadás, szerk. Grüll Tibor és Horváth András. Budapest: Szent Pál Akadémia, 1999. ISBN 963-04-9817-0
- Pontius Pilatus: egy karrier története. Budapest: Szent Pál Akadémia, 2002. ISBN 963-0078-40-6
- Kőbe vésett emlékezet. Késő-antik zsinagógák feliratai. Budapest: Jószöveg-Műhely, 2004. ISBN 963-9134-94-5
- "A gyökér és az ágak". Tanulmányok az ókori zsidóság és kereszténység történetéből. Szombathely: Savaria University Press, , 2005. ISBN 963-9438-45-6
- A zsidóság és Európa. Új fejezetek az antiszemitizmus történeti-társadalmi gyökereiről, szerk. Grüll Tibor és Répás László. Budapest: Jószöveg-Műhely, 2006. ISBN 963-7052-27-5
- Az utolsó birodalom. Az Imperium Romanum természetrajza. Budapest: Typotex, 2007. (Historia mundi) ISBN 978-963-9664-38-8
- A kövek kiáltanak. 50 történeti dokumentum az Újszövetség tanulmányozásához. Budapest: Szent Pál Akadémia, 2009. ISBN 978-963-06-5748-8
- Áruló vagy megmentő? Flavius Josephus élete és művei. Pozsony: Kalligram, 2010. ISBN 978-80-8101-358-4
- 50 dolog, amit nem képzeltél volna a rómaiakról. Budapest: Pesti Kalligram, 2013. ISBN 978-80-8101-691-2
- Szépség és szörnyeteg. Az európai művelődés története, 1-2. kötet. (Hetek Könyvek) Budapest: Hetek, 2013-2014. ISBN 978-615-80118-0-8
- Ökonómia és ökológia: Tanulmányok az ókori gazdaságtörténet és történeti földrajz köréből, szerk. Csabai Zoltán, Földi Zsombor, Grüll Tibor, Vér Ádám. (Ókor-Történet-Írás, 3.) Pécs; Budapest: L'Harmattan; PTE BTK Ókortörténeti Tanszék, 2015. ISBN 978-963-414-036-8
- A tenger gyümölcsei. A tengerek szerepe a Római Birodalom gazdaságában. Pécs: Kronosz, 2016. ISBN 978-615-5497-72-8
- A Római Birodalom gazdasága. (Electa) Budapest: Gondolat, 2017. ISBN 978-963-693-785-0
- Transfer and Mobility. Proceedings of the Fourth Conference on the Ancient Economy at Pécs, szerk. Tibor Grüll (Ancient Near Eastern and Mediterranean Studies 3.) Pécs–Budapest: University of Pécs, Department of Ancient History; L’Harmattan, 2018 [2019]. ISBN 978-963-414-485-4
- Újabb 50 dolog, amit nem képzeltél volna a rómaiakról. Budapest: Kalligram, 2019. ISBN 978-963-468-141-0
- Representations of Writing Materials on Roman Funerary Monuments. Text, Image, Message, szerk. Tibor Grüll (Archaeopress Roman Archaeology 104.) Oxford: Archaeopress, 2023. DOI: 10.32028/9781803275666; ISBN 978-180-327-566-6
- Ézsau három könnycseppje − A zsidók háborúja Róma ellen. Budapest: Balassi, 2024. ISBN 978-963-456-148-4
- A könyv forradalma. Íróeszközök és íróanyagok ábrázolásai a római világban, szerk. Grüll Tibor és Szabó Ernő (Specimina nova dissertationum ex Institutio Historiae Antiquae et Archaeologiae Universitatis Quinqueecclesiensis, Supplementum XIV.), Pécs: PTE BTK Ókortörténeti Tanszék, 2024. p-ISBN 978-963-626-304-1; e-ISBN 978-963-626-305-8